# Zemu Chu
Der Zemu Chu ist ein 17,5 km langer rechter Nebenfluss des Lachen Chu im Nordwesten des indischen Bundesstaates Sikkim.

## Verlauf
Der Zemu Chu wird vom Zemugletscher auf einer Höhe von etwa 4000 m gespeist. Er fließt anfangs 12 km nach Osten. Dabei nimmt er linksseitig die gletschergespeisten Nebenflüsse Thomphyak Chu und Lhonak Chu auf. Anschließend wendet sich der Zemu Chu nach Südosten und trifft schließlich auf einer Höhe von etwa 2680 m auf den von Norden heranströmenden Lachen Chu, der Hauptquellfluss der Tista. Etwa 600 m oberhalb der Mündung überquert die „Gurudongmar Road“ den Zemu Chu. Diese strategisch wichtige Straße erschließt den äußersten Norden von Sikkim.

## Einzugsgebiet
Der Zemu Chu entwässert ein etwa 1000 km² großes Gebiet im äußersten Nordwesten und Norden von Sikkim. Im Süden grenzt das Einzugsgebiet des Zemu Chu an das des Talung Chu. Entlang der Wasserscheide im Westen verläuft die Staatsgrenze zu Nepal, entlang der nördlichen Wasserscheide verläuft die Grenze zur Volksrepublik China. Im Osten liegt das Einzugsgebiet des oberstrom gelegenen Lachen Chu. Das Einzugsgebiet umfasst mehrere größere Gletscher. An der westlichen Wasserscheide erhebt sich der dritthöchste Berg der Erde, der 8586 m hohe Kangchendzönga.

## Hydrologie
Während der Monsunzeit zwischen Juni und Oktober fallen die meisten Niederschläge in der Region. Weitere hohe Abflüsse treten während der Schneeschmelze auf. Der Zemu Chu erhält die Schmelzwässer zahlreicher Gletscher im östlichen Teil des Kangchendzönga Himal. 

## Gletscherläufe
Im Oktober 2023 kam es am 25 km nordnordöstlich des Kangchendzönga gelegenen Gletscherandsees South Lhonak Lake zu einem Gletscherlauf, der die abstrom gelegenen Flusstäler verwüstete.